# Silberius de Ura
Jesús Silverio Cavia Camarero (Bilbao, España, 5 de enero de 1969) es un músico y cantautor español, más conocido por su nombre artístico Silberius de Ura y por su proyecto NEØNYMUS.

## Carrera musical
Silberius de Ura es un músico y artista que realiza conciertos donde evoca un viaje emocional desde la Prehistoria hasta hoy. También imparte conferencias y masterclass sobre la relación antropológica de su música, con el cerebro humano, los recuerdos y las emociones.
Silberius de Ura es también conocido por proyecto musical NEØNYMUS, el cual comenzó en solitario en 2010. Además, ha impulsado otros proyectos como:
- Arlanza.com[2] Co-fundador.Promoción de los pueblos que hay junto al río Arlanza y sus afluentes.

- Celtiberia.net[3] Plataforma online para la gestión del conocimiento colectivo sobre Prehistoria, Protohistoria e Historia antigua de la Península Ibérica.

- Territorio Rural[4] Co-fundador.Promoción del mundo rural a través del arte, la cultura y la tecnología.

- Qrtur[5] Co-fundador. Promoción del mundo rural a través de códigos QR.

- La Abadía de Ura[6] Co-fundador. Lugar de espiritualidad en la red.

- El Espíritu de Lúgubre[7][8] Propuesta musical de folk ficticio.

- Made in Cova[9] Cofundador. Promoción del trabajo de los artistas y artesanos que viven en Covarrubias (Burgos, España).

La originalidad de su música reside en su voz, y en el uso de la misma (por introducir un nuevo lenguaje fruto de la imaginación) donde las líneas vocales creadas en directo se entrelazan formando acordes o pequeñas frases en contrapunto, y se fusionan con una atrevida combinación de tecnología (loops), pequeños instrumentos musicales y algunos útiles insólitos (huesos, tuberías, piedras, peines, campanas…). Con todo esto el autor pretende trasladar al oyente a unos lugares imaginarios que recrean paisajes sonoros desde el Paleolítico a la modernidad, algunas veces con una enorme carga emocional. Ha ofrecido numerosos conciertos en España y también en Rusia, Italia, Francia y Portugal.
Personajes como el presentador de televisión Iker Jiménez (Cuarto Milenio) han descrito a Silverio como “El gran chamán del sonido mágico. ¡Imprescindible para que el alma vibre de verdad!”

## Biografía
Silverio Cavia nació un 5 de enero de 1969 en Bilbao. A los 5 años volvió a Burgos, de donde procede su familia (paterna y materna), en concreto del pueblo de Ura en la comarca del Arlanza y junto al río Mataviejas. Silverio se crio a caballo entre la ciudad y esa pequeña aldea a la que se accedía por un camino, y donde no había luz eléctrica ni agua corriente en las casas, lo cual para el músico puede explicar en gran medida su fascinación por la mezcla de lo rural y lo primitivo con lo tecnológico. Allí, en su pueblo materno en Ura, comenzó con una de sus aficiones, el ciclismo, afición con la que llegó a estar federado, pero que fue desplazada por no disponer de tiempo suficiente para dedicárselo a la vez que a su juventud.
Estudió en el conservatorio tres años, aprendiendo solfeo con Alejandro Yagüe como profesor, posteriormente Silverio se forma en una academia donde recibió también clases de órgano. Más tarde, Silverio decidió continuar por su cuenta estudiando e investigando de forma personal otros campos de la música, lo cual ha seguido fomentando toda su vida.
En 1998, formó el grupo de folk  El Espíritu de Lúgubre, con músicos tan experimentados como César Chicote y Juan Diego Romero. Tras unos años de creación con el grupo, múltiples conciertos y la publicación de un álbum, el grupo se disolvió en 2011. 
Tras presenciar un concierto en el festival "Notas de Noruega" realizado en Covarrubias, Burgos, localidad en la que reside el músico (hermanada con Noruega por la princesa Cristina), Silverio quedó fascinado con la artista Noruega Mari Kvien Brunvoll que utilizaba una loop station para crear jazz vocal, y que le influyó enormemente, creando así la figura de solista musical llamado NEØNYMUS. Posteriormente editó su primer disco con la producción artística de Bernardo Faustino. La palabra elegida proviene de "neónimo", un neologismo acuñado expresamente con la intención de parecer nuevo, pero con la “ø” barrada, para remarcar que el proyecto en su fase inicial estuvo influenciado por la música noruega que llegaba a Covarrubias, y la declinación latina “-us” para dotarle de un aspecto más antiguo.
Su música en directo abarca conciertos de unos 60-70 minutos de duración, para todos los públicos. Especialmente indicado para teatros, auditorios, ermitas, pequeños eventos privados, locales, cafés con tradición musical, museos, anfiteatros y al aire libre. Incluye escenas que evocan la prehistoria, melodías tribales, música medieval, música tradicional y música contemporánea, todo aderezado con breves presentaciones en clave de humor.

## Discografía
Álbumes de estudio
2013:   Ø - Neønymus: Grabado en el interior del Monasterio Benedictino de Santo Domingo de Silos (Burgos) , Cueva musteriense de San Pelayo, valle de Ura, valle de Arlanza y la Casa del río en Salamanca.

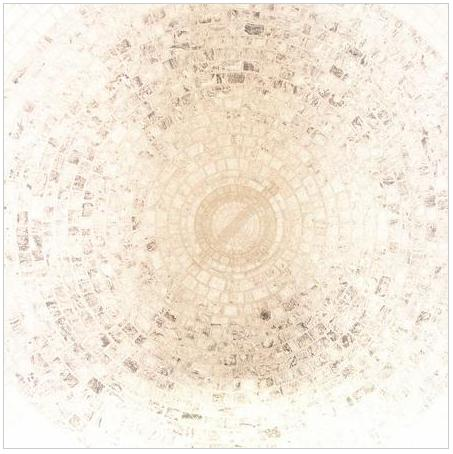
Portada del disco Neonymus

Artista: neønymus
Título: Ø
Fecha de publicación: 10 de agosto de 2013
Género: World
Edita: Silberius de Ura
País edición: España
Canciones: 16
| N.º | Título del tema                       | Duración |
| --- | ------------------------------------- | -------- |
| 1   | Llamada a lo remoto                   | 2.12     |
| 2   | Ecos de la Prehistoria                | 5.18     |
| 3   | El fin del Neandertal (Ay, la Tierra) | 3.47     |
| 4   | Relato de una antigua batalla         | 4.04     |
| 5   | Funeral Visigodo. Movimiento I        | 3.38     |
| 6   | Funeral Visigodo. Movimiento II       | 2.32     |
| 7   | Funeral Visigodo. Movimiento III      | 2.33     |
| 8   | Segunda llamada a lo remoto           | 1.26     |
| 9   | Mati Eri Marne                        | 3.03     |
| 10  | Tercera llamada a lo remoto           | 1.22     |
| 11  | Lactancia Materna                     | 2.45     |
| 12  | El lamento de Kristina Håkonsdatter   | 3.10     |
| 13  | Respuesta de lo Remoto                | 5.17     |
| 14  | Canción para llamar al ganado         | 3.11     |
| 15  | Dos                                   | 3.43     |
| 16  | Ten Seconds To Wake Up                | 6.26     |

| CRÉDITOS:               | |
| ----------------------- | --- |
| Silverio Cavia          | Voz, campanas tubulares de mano, acordeón diatónico -triki-, armonio, melódica, bramaderas, flautas de hueso, flauta dulce, peine y percusión vocal. |
| Bernardo Faustino López | Percusiones, campanas tubulares de mano, agua y bramaderas.                                                                                          |
| Mario Méndez            | Guitarra eléctrica en "Ten Seconds To Wake Up". |
| Beatriz Serrano         | Violonchelo en "Ten Seconds To Wake Up". |
| Víctor Barrasa          | Violín en "Ten Seconds To Wake Up". |

PRODUCCIÓN ARTÍSTICA: Bernardo Faustino López.
PRODUCCIÓN EJECUTIVA: Silverio Cavia.
GRABACIÓN Y MEZCLA: Bernardo Faustino López y Suso Ramallo.
MASTERIZACIÓN: Suso Ramallo.
Todos los temas están compuestos por Silverio Cavia (Silberius de Ura)
Este álbum ha alcanzado puestos destacables, como el Nº 1 en ventas en iTunes: Músicas del mundo, Nº 6 en iTunes: All Music; y  Nº1 en ventas en Amazon
Críticas al disco:
- Revista de estudios culturales sobre el movimiento gótico Mentenebre.[15]

2019:   SENDERO - Neønymus: Grabado en su mayor parte en el Torreón de doña Urraca o de Fernán González (Covarrubias).
2019:   V - Neønymus: Grabado en su mayor parte en el Santuario de Nuestra Señora de Estíbaliz (Álava).

## Publicaciones
LIBROS 
2019:   ragen - Silberius de Ura: 60 autorretratos fotográficos en la naturaleza y otros tantos escritos (prosa poética, pensamientos, relatos...), en los que el autor se arriesga en una particular búsqueda de las raíces de lo atávico, lo místico y lo intrínsecamente humano, al tiempo que reflexiona sobre el origen de su personalidad y de cómo y dónde se conectan ambas cosas. Páginas: 128 - Tamaño: 240 mm (ancho) x 165 mm (alto). Grosor: 10 mm. Peso: 320 g. - Papel: estucado 150 gr. libre de cloro y 70% reciclado. - Encuadernación: rústica con tapa blanda de 350 gr. con solapas. - Depósito legal: BU 242-2019 - ISBN: 978-84-09-15368-8.

PARTITURAS 
2019:   10 canciones mágicas para teclado - Silberius de Ura: 10 sencillas partituras para piano, órgano o teclado electrónico.

## Otros proyectos
- Proyecto Alma (Cuarto Milenio), Cuatro televisión. (28/09/2014)[20]

Experimento realizado por el equipo de Cuarto Milenio en el que se adentra en las cuevas paleolíticas más importantes del mundo situadas en Cantabria, donde habitaron estos primitivos seres humanos. Un acercamiento desde la ciencia, la historia, la magia y el misterio realizando diferentes pruebas para saber más  del lado más primigenio de nuestra esencia. Iker Jiménez, Carmen Porter, José Miguel Gaona, Enrique de Vicente y Silverio Cavia se adentran en La Garma, El Castillo, La Pasiega y las cuevas más importantes del paleolítico, vistas como nunca antes habían sido mostradas. Visitando el lugar donde hace miles de años vivieron los primeros hombres y conectaron con los dioses empleando la pintura, la música o la mente.
"Yo iba recorriendo aquella caverna ancestral con toda la ingenuidad de un niño buscando las sonoridad de las salas que hay allí… y me encontré con un impacto emocional y un terror irracional que jamás en mi vida había sentido", aseguró Silberio Cavia.
El programa número 378 correspondiente a la Temporada 10 comenzó con una actuación de Neonymus.
Audiovisual completo sobre el "Proyecto Alma".
- In Vino Veritas:[22] Proyecto en el que fusiona la música de órgano con su música y con otras fantasías musicales. Es una atrevida combinación de órgano, voz y tecnología.
- El viaje de Noé 3.0:[23] Música en directo, teatro unipersonal y vídeo arte, relatando  un viaje en torno al vino y a la historia del Noé bíblico y de su mito en las culturas mesopotámicas Utnapishtim, sumerias Ziusudra y acadias Atrahasis.

Mezcla música hecha con voz, acordeón, loops, botellas, etc., con piezas de vídeo arte retroproyectadas contra un lienzo con el que interactúa el actor (Silberius). La historia es una referencia a una imaginada vida de Noé y su relación con el vino, desde una óptica llena de fantasía, humor y pinceladas de la Epopeya de Gilgamesh.
Facebook
- NEANDERTHAL:[24] Danza contemporánea, música en directo, teatro y vídeo arte, relatando  un la epopeya de la humanidad. Una obra representada conjuntamente con los bailarines David Vento, Francisco Lorenzo y Milki Lee.
- En busca del fuego:[25] Teatro digital de sombras con música en directo. Conjuntamente con Jorge da Rocha, Félix Muñiz y Alberto Olegario.

- Concierto didácticos:.[26][27] Está enfocado a un público con edades comprendidas entre los 5 y los 17 años, y basado parcialmente en el concepto de Neønymus. Ideal para colegios e institutos. Es un repaso imaginario a la historia de la música, desde la prehistoria hasta nuestros días. Se utilizan huesos, chiflos de madera, flautas, reclamos, campanas, efectos de sonido, melódica, acordeón diatónico, percusión vocal y corporal y melodías cantadas. La interacción que se genera con el público (cantan, imitan animales, etc.) y la variedad de instrumentos utilizados y la tecnología empleada, deja impresionados a los asistentes y con una visión más cercana de la música.Se aprenden los diferentes aspectos sobre el mundo de la música, desde cómo se originaron los primeros ritmos en la época prehistórica hasta cómo ha evolucionado la música hasta nuestros días.[28]

## Colaboraciones y participaciones
Colaboraciones destacadas:
| Año  | Detalles |
| ---- | --- |
| 2014 | Cuarto Milenio - Colabora en el 'Proyecto alma' llevado a cabo por La Nave del Misterio, en Cuatro Televisión. |
| 2014 | Festival Intérpretes e instrumentos insólitos. Burgos. 29/11/14                                                |
| 2014 | Programa de radio "La escóbula de la brújula", en su temporada 3ª, programas 16 y 17.                          |
| 2014 | Neonymus en el programa de radio "La mañana en Palencia" de la cadena Cope.                                    |
| 2014 | La Noche de los Candiles 2014 - Colaboración junto a los grupos musicales Árnica y Kéltika Hispanna .          |
| 2015 | Programa de televisión "Música del Paleolítico" de Telemadrid, con emisión el 27/01/15.                        |
| 2015 | Programa de radio "Festivales Insólitos" de RNE, Radio 3, emitido el 29/01/15.                                 |
| 2015 | Programa de radio "Espacio Infinito", emitido el 10/03/15.                                                     |
| 2015 | Colaboración en el programa de radio "Confluencias", emitido el 12/04/15                                       |
| 2015 | Ciclo 'Abre la muralla' - Participación en el Ciclo 'Abre la muralla' en el Auditorio Baluarte, Pamplona       |
| 2015 | Congreso de la España Mágica - 23 de mayo de 2015.                                                             |

## Curiosidades

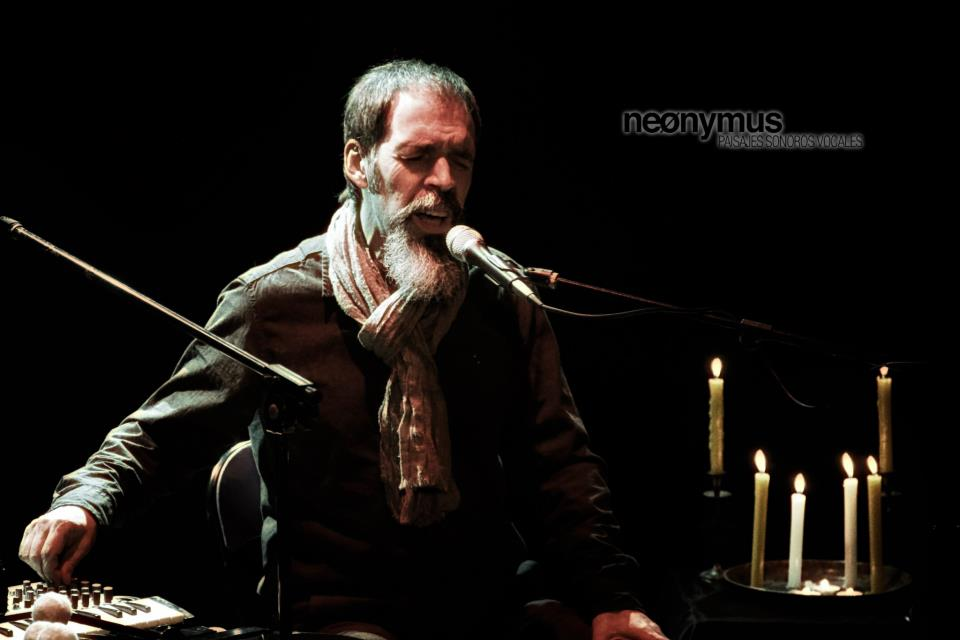
Silberius de Ura en concierto

- Su canción "El fin del Neandertal" forma parte de la BSO del Booktrailer de Montse Navarro, realizado por Xavier Antich.
- "Mati Eri Marne" es la BSO del documental "Torcal " realizado por Jorge Cosme sobre el paraje natural del Torcal de Antequera.
- En sus conciertos hace partícipe a la gente en la canción "Canción para llamar al ganado" entregándoles cencerros que deben hacer sonar en su transcurso.
- La grabación en el Monasterio de Silos se realizó siempre entre las 22:30 y las 5:00 horas para no interferir en la vida de la comunidad.
- Todas sus canciones están apoyadas en una historia mística, reivindicativa o histórica que complementa a la canción dotándola de más sentimiento.